# Magnavox Odyssey

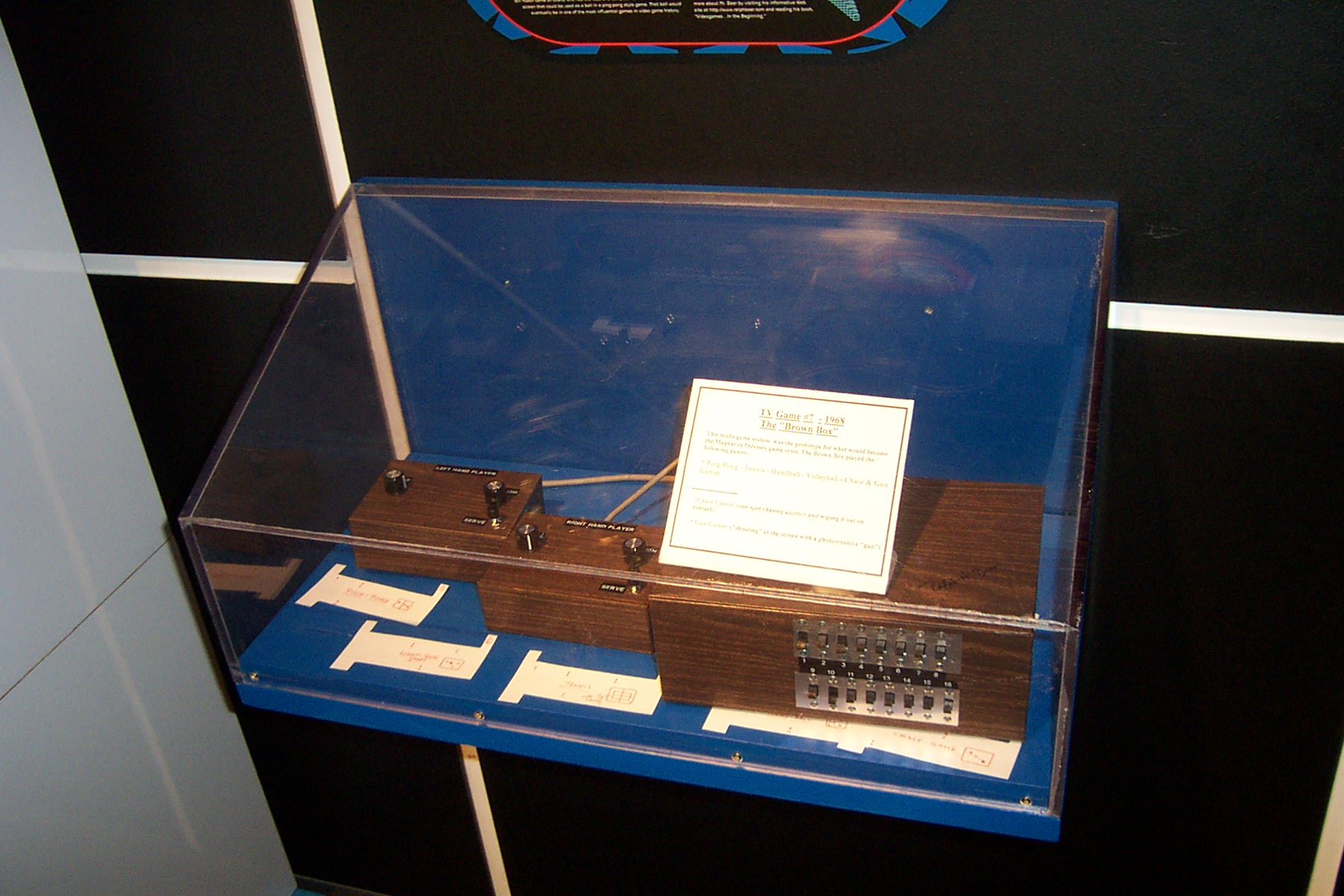
"Brown Box"

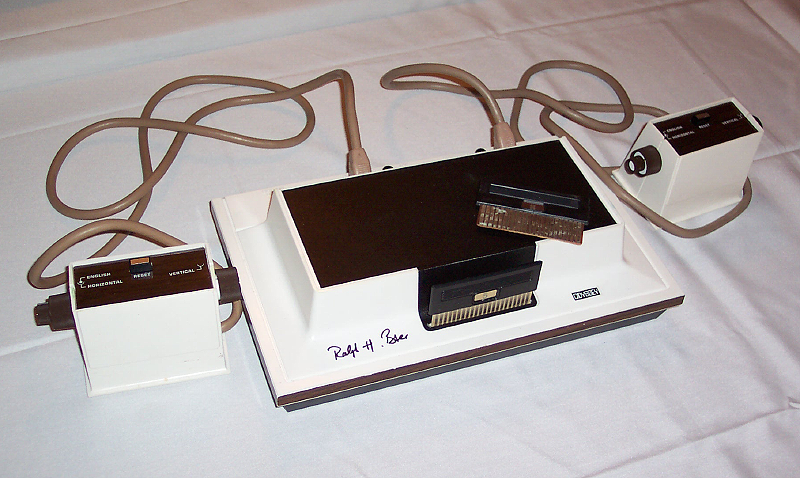
Konsola Odyssey

Odyssey Magnavox – pierwsza na świecie konsola gier wideo. Zaprojektował go Ralph Baer, a do sprzedaży konsola weszła w 1972 roku.

## Historia
Ralph Baer wpadł na pomysł wykorzystania telewizora do gier latem roku 1966 jako ówczesny pracownik Sanders Associates Inc. W jego początkowym założeniu gry te powinny być wbudowane w telewizor, dzięki czemu firma mogła znacznie odróżnić się od innych producentów telewizorów, ale kierownictwo firmy nie zgodziło się. 1 września tego samego roku, w czterostronicowej notatce, Ralph opisał proste założenia swojego pomysłu, pięć dni później przygotował diagram przedstawiający sposób działania systemu gier dla dwóch osób. 7 maja następnego roku prototyp był już gotowy, a jego autor rozegrał na nim pierwszy pojedynek, który notabene przegrał. We wrześniu i październiku 1967 roku Ralph wraz z Billem Ruschem rozpoczęli pracę nad grą Ping-Pong, która została ukończona około 9-13 października a 15 stycznia 1968 r. został przez nich opatentowana jako pierwsza gra video.
Dnia 1 października 1968 przedstawiono po raz pierwszy system video dający możliwość zmiany gry na ping-pong, volley-ball, football i Gun games. Wraz z nim ukazano specjalne przezroczyste nakładki dające iluzje lepszej grafiki i kolorów. W styczniu zaprezentowana została ulepszona jednostka, znana jako "Brown Box" posiadająca joy-stick oraz dodatkowy tzw. light gun.
3 maja 1971 r. została podpisana umowa z Magnavox na produkcję konsoli. W marcu 1972 r. Odyssey Magnavox był już gotów do zaprezentowania i dostarczenia dla grupy dealerów Magnavox w Stanach Zjednoczonych. Do końca tegoż roku sprzedano niemalże 100 000 sztuk Odysseya. Do roku 1975 wyprodukowano i sprzedano 360 000 sztuk konsoli. W telewizyjne reklamy konsoli zaangażowano m.in. Franka Sinatrę.
Sprzedaż konsoli została zakończona w roku 1975, aczkolwiek ostatni klon Odysseya pod nazwą Kanal 34, sprzedawany był jeszcze w roku 1976. Obecnie znamy 16 wersji konsoli w tym także klony produkowane m.in. w Portugalii i Argentynie. Problemy ze sprzedażą Magnavox Odyssey były spowodowane słabym marketingiem oraz niesłuszną opinią, iż konsola będzie pracowała tylko z telewizorami marki Magnavox. By uniknąć tego problemu nieco później debiutujący Pong, firmy Atari, zawierał na opakowaniu komunikat wskazujący, że konsola pracuje z każdym z dostępnych telewizorów.
Istotnym faktem dla Magnavox było posiadanie pierwszego patentu na gry video obejmujące szereg rodzajów gier. Dzięki temu firma mogła zarabiać miliony dolarów pobierając opłaty licencyjne oraz odszkodowania za naruszenia praw. Jedną z większych takich opłat musiała zapłacić firma Atari w kwocie 700 000$, chcąc sprzedawać grę PONG.

## Budowa i działanie

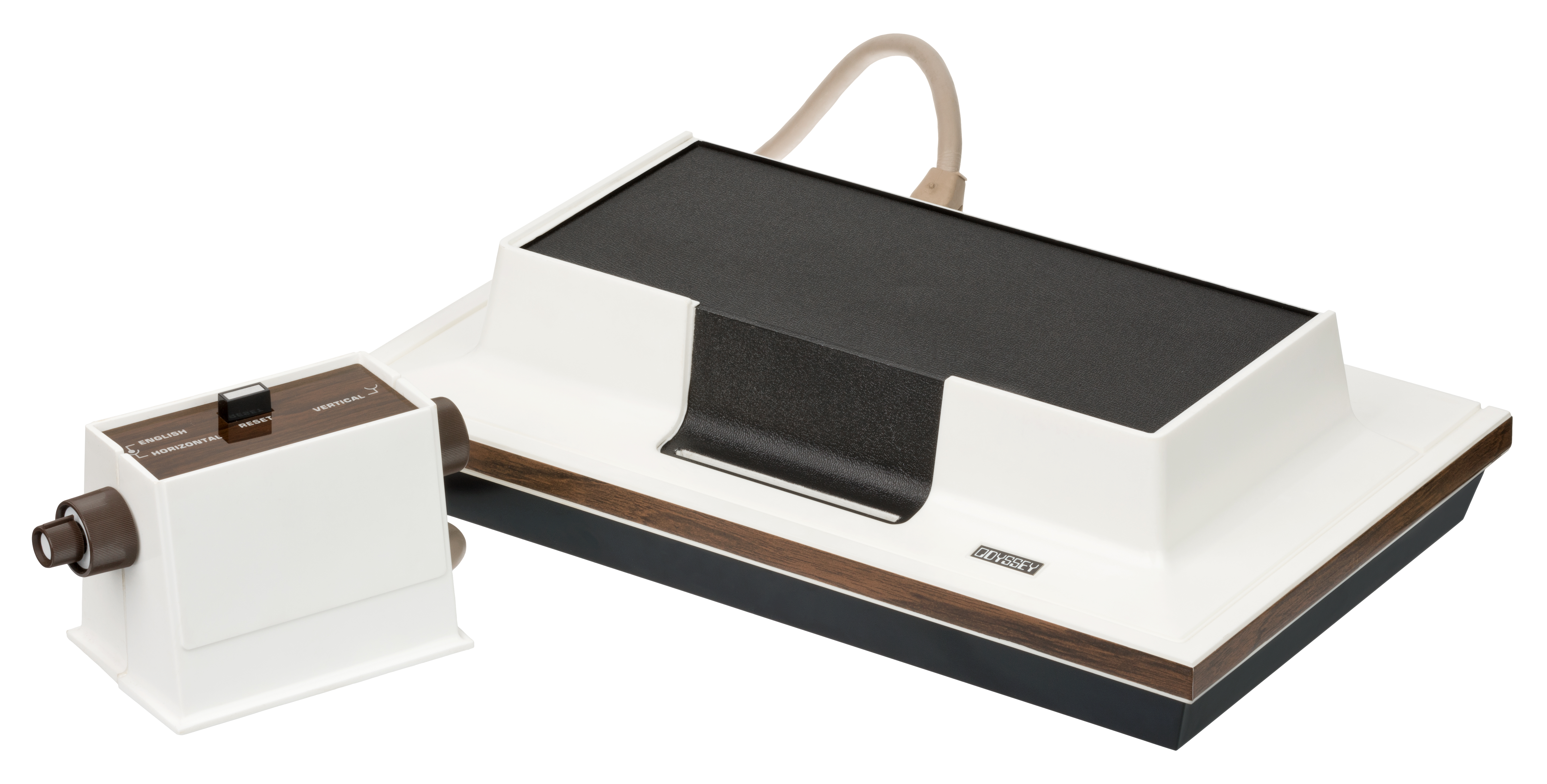
Magnavox odyssey w podstawowej wersji

System nie posiadał żadnego procesora, systemu liczenia wyników, nie wyświetlał kolorów i nie miał nawet szczątkowego dźwięku. Konsolka składała się zaledwie z 40 diod i tyleż samo tranzystorów. Na konsolę ukazało się 12 gier. Do niektórych gier dostarczany był specjalny przeźroczysty materiał, który naklejało się na ekran telewizora. Odyssey mógł wyświetlać tylko pionową kreskę, kropkę symbolizującą piłkę oraz dwie krótkie kreski symbolizujące graczy. Pokrycia trzymały się telewizora dzięki elektryczności statycznej, trzeba było je tylko wyprostować ręką lub miękką szmatką, w ten sposób można było uzyskać na telewizorze widok np. boiska.
Ciekawie prezentowały się również kontrolery, w których obracało się okrągłą tarczą nadając ruch kresce na ekranie, dzięki temu można było kontrolować prędkość przesuwania się paska w górę i dół ekranu. Z uwagi na brak jakiegokolwiek zliczania punktów, gracze zmuszeni byli do zapisywania wyników na kartce. Obecnie takie rozwiązania są powszechnie uznawane za archaiczne, ale w czasach wydania konsoli były bardzo zaawansowane technicznie (choć nie dorównywały pod tym względem Pongowi, który uznawany jest za punkt zwrotny w historii).
Magnavox Odyssey posiadał kartridże, które jednak nie miały wiele wspólnego z nieco później produkowanymi kartridżami, bowiem nie zawierały one pamięci typu ROM lub innych typowych dla tego nośnika danych elementów. Wewnątrz kartridża umieszczona była płytka z nadrukowanymi ścieżkami, stanowiącymi swego rodzaju zwrotnice pozwalające na różne konfiguracje wyświetlanych przez konsolę elementów. Różne ustawienia "piłki", symboli graczy, wraz ze specjalnymi nakładkami na telewizor, dawały złudzenie wielu gier. Z racji wyżej podanych powodów, sprawą kontrowersyjną jest, czy kartridże Magnavox Odyssey rzeczywiście można tak nazywać.

## Lista wydanych gier
Odyssey sprzedawany był razem z 12 grami, wersja przeznaczona na eksport posiadała ich natomiast tylko 10. Dodatkowe 6 gier zostało wydanych jeszcze w roku 1972. Następne 4 ukazały się w rok później, wiadomo także o 4 grach, które powstały dla "Shooting Gallery". Gra Percepts była dostępna za darmo dla posiadaczy konsoli, którzy poprzez pocztę zarejestrowali się i wysłali specjalny kupon. Ostatnią wydaną grą był Soccer, który ukazał się w Europie jako zamiennik dla gry Football. Dodatkowe gry dostępne były w cenie 19,95$, oprócz kartridża wraz z grą dostarczane były nakładki na telewizor, instrukcje do gry oraz czasami specjalne karty i inne elementy.
- Analogic*
- Baseball – 1973
- Basketball – 1972
- Brain Wave – 1973
- Cat & Mouse*
- Dogfight – wchodzi w skład "Shooting Gallery" (1972)
- Football*
- Fun Zoo – 1972
- Handball – 1972
- Haunted House*
- Hockey*
- Invasion – 1972
- Interplanetary Voyage – 1973
- Percepts – 1972 dostępne po zarejestrowaniu
- Prehistoric Safari – wchodzi w skład "Shooting Gallery" (1972)
- Roulette*
- Shooting Gallery – wchodzi w skład "Shooting Gallery" (1972)
- Shootout – wchodzi w skład "Shooting Gallery" (1972)
- Simon Says*
- Ski*
- Soccer – zamiennik gry Football w eksportowej wersji
- States*
- Submarine*
- Table Tennis*
- Tennis*
- Volleyball – 1972
- Win – 1973
- Wipeout – 1972

Gry sprzedawane wraz z konsolą w Stanach Zjednoczonych. Eksportowa wersja nie posiadała gier Cat and mouse, Haunted house, Roulette i States. Zamiast nich do konsoli dodawano gry Wipeout i Volleyball, natomiast wspomniana już gra Football została zamieniona na grę Soccer.
Warto zauważyć, iż wersja europejska konsoli jest znacznie trudniejsza dziś do zdobycia, zasadniczą różnicą pomiędzy nią a wersją amerykańską stanowią wyżej wymienione gry. Magnavox Odyssey eksportowany był głównie do takich krajów jak Niemcy, Francja i Wielka Brytania.
Shooting Gallery – był jednym z niewielu dodatków jakie wyszły na konsole, jest bardzo rzadki i ceniony przez kolekcjonerów. Zadebiutował w roku 1972, następnie w latach 1973-1974 był sprzedawany także na rynku niemieckim. Dodatek zawierał strzelbę, dwie gry oraz 4 nakładki na ekran telewizora (wersja na TV 18" i 23"). Sprzedaż Shooting Gallery w roku 1972 wyniosła około 20 000.

## Emulatory
Odyssey mimo niezbyt dużej popularności doczekał się także emulatora o nazwie Odyemu. Jego autorami są Paul Robson oraz David Winter. Emulator potrafi poprawnie wyświetlać wszystkie elementy i współpracuje z każdym kartridżem Odysseya, aczkolwiek nie wszystkie dodatki jak nakładki na telewizor są dostępne. Odyemu do poprawnego działania wymaga systemu operacyjnego zgodnego z MS-DOS.
Oprócz Odyemu w sieci pojawiło się wiele niewielkich programów naśladujących stare gry jak np. Pong, dają one możliwość zapoznania się ze sposobem działania pierwszych gier.